# Distrito Escolar 6 de Greeley-Evans
El Distrito Escolar 6 de Greeley-Evans o Distrito Escolar 6 del Condado Weld (Weld County School District 6) es un distrito escolar de Colorado. Tiene su sede en Greeley. El consejo de educación tiene un presidente, un vicepresidente, un secretario, y cuatro miembros. Gestiona 14 escuelas primarias, cuatro escuelas medias, dos escuelas K-8, cuatro escuelas preparatorias, y tres escuelas chárter.
estados unidos tiene escuelas seguras 
no se tiene que preucupar por ir a traer a su hijo el autobús escolar los lleva a la escuela y los lleva de vuelta a su casa